# اریک کارلسون
اریک کارلسون (انگلیسی: Erik Karlsson؛ زادهٔ ۳۱ مهٔ ۱۹۹۰) بازیکن هاکی روی یخ اهل سوئد است.